# Cophixalus balbus
Cophixalus balbus är en groddjursart som beskrevs av Günther 2003. Cophixalus balbus ingår i släktet Cophixalus och familjen Microhylidae. IUCN kategoriserar arten globalt som otillräckligt studerad. Inga underarter finns listade i Catalogue of Life.